# الجبال والأمكنة والمياه (كتاب)
الجبال والأمكنة والمياه هو كتاب مشهور، من تأليف الزمخشري طبع لأول مرة سنة 1857م بعناية سالفر دادي غرافة، ثم طبع في النجف سنة 1968 باعتماد مخطوطة أخرى فيها زيادات على الطبعة الأولى، ثم طبع 1968م بتحقيق د.إبراهيم السامرائي معتمدا ما لم يطلع عليه أصحاب الطبعتين. وهو غير كتاب نصر الإسكندري ( ت 561هـ ) : الذي نشره فؤاد سزكين سنة 1990م مصورا بعنوان :(الأمكنة والمياه والجبال) ويضم (2938) ترجمة، منها (2317) ترجمة تدخل في موضوع كتابه (المؤتلف والمختلف).

## محتويات و أفكار الكتاب
تمت الاستفادة من مقدمة السامرائي أن الزمخشري أثبت في كتابه كثيرا من آراء صديقه : ابن وهاس، وقد نقل عنه في أكثر من ( 22 ) موضعا منها : 
(أجأ، إضم، ألومة، أثال، البردان، بريم، أبراق يبمبم، بوانة، الجعرانة، صندد، صارة، صرار، طمية، عبود، العمق، فخ، القبلية، نملى، الهدة، هرثى). وبيّن أن الزمخشري أفاد من كتاب (جزيرة العرب) للأصمعي، إما مباشرة، أو نقلا عن مصادر، وذلك في ثلاثة مواضع هي : (أفيح، العنصل، عروى) وأما المواضع التي لم يصرح بنقله من كتاب الأصمعي، فهي ( 64 ) موضعا ويتضح ذلك بالمقارنة مع معجم البلدان لياقوت الحموي. وجدير بالذكر أن ياقوتا نقل عن كتاب الزمخشري هذا ما لا نجده فيه، كالتعريف بجدة وأليس. واكتفى في كثير من المواضع بالرجوع إلى كتب اللغة، فجاء كلامه غامضا، يفتقر إلى الدقة والتحديد، ككلامه على : (بحار وحقال وحرقم ورابخ ورها والقعراء وقبرس وقلهات) فقد اكتفى بقوله في كل منها : (موضع عن ابن دريد). ثم إنه استقى الكثير من معلوماته مما وجده في أشعار القدماء والمحدثين، كان لابن مقبل النصيب الأوفر منها، حيث اعتمد على شعره في أكثر من خمسين موضعا. قال حمد الجاسر : (وأهم ما في هذا الكتاب ما نقله عن ابن وهاس، فما نقله عنه من أدق ما أثر عن المتقدمين في تحديد المواضع. أما ما عدا ذلك فالزمخشري ليس محققا، وإن كان عالما لغويا ففي كتابه أوهام كقوله إن خليدا الشاعر منسوب إلى جبل عينين في المدينة، فالمعروف أنه منسوب إلى عينين في البحرين ( أي الأحساء). وقوله : الخبط موضع في بلاد جهينة، وهذا غلط منشؤه أنه قرأ في السيرة خبر سرية الخبط إلى بلاد جهينة، فظن أن الخبط اسم موضع. وترجمته لأثافت في حرف النون (أنافت) والصحيح أنها بالثاء، كما أثبت الهمداني، وهو أعلم منه بمواضع بلاده ).